# بريلون
بريلن (بالألمانية: Brilon) هي بلدة ألمانية تقع في ألمانيا في Hochsauerlandkreis. يقدر عدد سكانها بـ 26,607 نسمة .

## المدن التوأمة
مدن هيسدين، اوسدان-زولده، تورسو و Buckow هي مدن توأمة لـبريلن.

## أعلام
- بيتر كريمر
- فريدرش ميرتس
- جوستين فون ليند